# Estadio Cayetano Castro
El estadio Cayetano Castro es un estadio de fútbol, ubicado al sur de Trelew, provincia del Chubut, Argentina, sobre la Ruta Nacional 25. Pertenece al Racing Club de Trelew, que participa en la Liga de fútbol Valle del Chubut y tiene una capacidad para 6000 espectadores, además, actualmente se encuentra en obras de ampliación, teniendo a futuro una capacidad para 13 000 personas.
También es utilizado para espectáculos y recitales. Además, es uno de los pocos estadios de Trelew con superficie de césped natural.